# Société Industrielle de Construction d’Automobiles et de Moteurs
Société Industrielle de Construction d’Automobiles et de Moteurs est un constructeur automobile français.

## Production

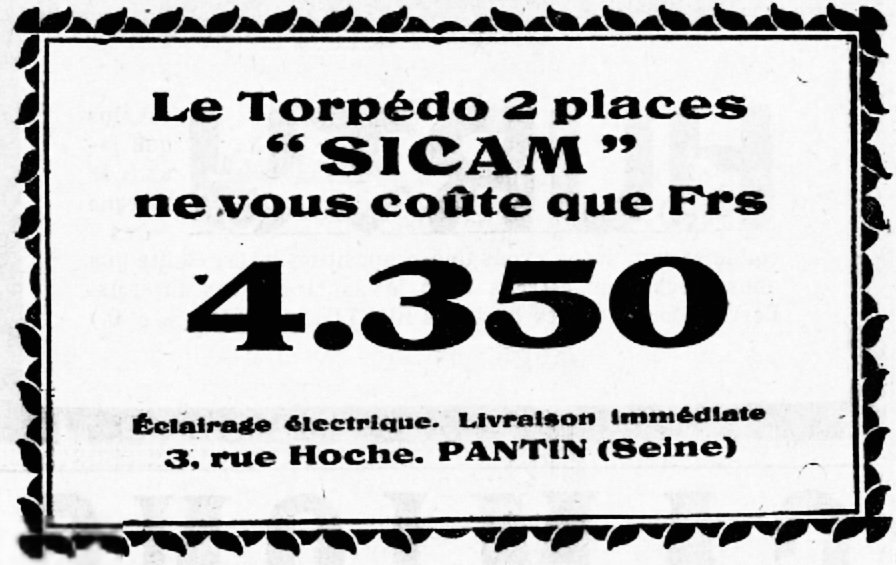
SICAM (1920)

L’entreprise basée à Pantin a commencé à produire des automobiles en 1919. Le nom de la marque était SICAM. L’usine était située au 3 rue Hoche. L’entreprise produisait des cyclecars d’après un dessin de Marcel Violet. L’entraînement était assuré par un moteur bicylindre à deux temps d’une cylindrée de 497 cm3 avec un alésage de 65 mm et une course de 75 mm. Le carburateur provenait de Société du carburateur Zénith. La boîte de vitesses avait deux vitesses. La puissance était transmise par une chaîne. Le prix de vente était de 4 350 francs. Après seulement 4 ans sur le marché, la production s’est terminée en 1922.